# Condado de Sullivan (Indiana)
El condado de Sullivan (en inglés: Sullivan County) es un condado en el estado estadounidense de Indiana. En el censo de 2000 el condado tenía una población de 21 751 habitantes. Forma parte del área metropolitana de Terre Haute. La sede de condado es Sullivan. El condado fue fundado en 1817 y fue nombrado en honor a Daniel Sullivan, quien participó en la Guerra de Independencia de los Estados Unidos.

## Geografía
Según la Oficina del Censo, el condado tiene un área total de 1176 km² (454 sq mi), de la cual 1158 km² (447 sq mi) es tierra y 18 km² (7 sq mi) (1,51%) es agua.

### Condados adyacentes
- Condado de Vigo (norte)
- Condado de Clay (noreste)
- Condado de Greene (este)
- Condado de Knox (sur)
- Condado de Crawford, Illinois (oeste)
- Condado de Clark, Illinois (noroeste)

## Autopistas importantes
- U.S. Route 150
- Ruta Estatal de Indiana 48
- Ruta Estatal de Indiana 54
- Ruta Estatal de Indiana 58
- Ruta Estatal de Indiana 63
- Ruta Estatal de Indiana 154
- Ruta Estatal de Indiana 159

## Demografía
En el  censo de 2000, hubo 21 751 personas, 7819 hogares y 5574 familias residiendo en el condado. La densidad poblacional era de 49 personas por milla cuadrada (19/km²). En el 2000 había 8804 unidades habitacionales en una densidad de 20 por milla cuadrada (8/km²). La demografía del condado era de 94,11% blancos, 4,27% afroamericanos, 0,31% amerindios, 0,13% asiáticos, 0,02% isleños del Pacífico, 0,33% de otras razas y 0,84% de dos o más razas. 0,82% de la población era de origen hispano o latino de cualquier raza. 
La renta promedio para un hogar del condado era de $32 976 y el ingreso promedio para una familia era de $39 290. En 2000 los hombres tenían un ingreso medio de $30 207 versus $20 790 para las mujeres. La renta per cápita para el condado era de $16 234 y el 10,90% de la población estaba bajo el umbral de pobreza nacional.

## Ciudades y pueblos
| - Carlisle - Cass - Dugger | - Fairbanks - Farmersburg - Graysville | - Hymera - Jackson Hill - Merom | - New Lebanon - Pleasantville - Riverton | - Scott City - Shelburn - Sullivan |